# Matterhorn Museum
Das Matterhorn Museum - Zermatlantis steht in Zermatt im Kanton Wallis in der Schweiz. Es zeigt die Entwicklung von Zermatt vom Bergbauerndorf zur weltweit bekannten Tourismus-Destination sowie die Geschichte der Erstbesteigung des Matterhorns vom 14. Juli 1865.
Im Eingangsbereich zu ebener Erde ist nur die Kasse untergebracht, das eigentliche Museum liegt unterirdisch. Eine höher gelegene Galerie führt rund um ein tiefer gelegenes Dorf, das aus originalen Häusern nachgebaut wurde. Das Zentrum bildet ein gepflasterter Dorfplatz, um den 14 Gebäude gruppiert sind. Gezeigt werden etwa das Bergführerhaus, eine Sennerei, ein Wohnhaus, das nachgebaute Treppenhaus und die Rezeption des alten Hotels «Monte Rosa», ein Speicher, ein Stall mit Nutztieren, eine Kirche und das Pfarrhaus.
Ein Schwerpunkt des Museums liegt in der Darstellung des Dramas der Erstbesteigung des Matterhorns durch Edward Whymper, der am 14. Juli 1865 zusammen mit Vater und Sohn Peter Taugwalder, Michel Croz, Francis Douglas, Douglas Robert Hadow und Charles Hudson den Gipfel erreichte, aber mit dem Absturz von vier der sieben Teilnehmern endete. Ausgestellt wird neben Ausrüstungsgegenständen und Kleidungsresten das gerissene Originalseil.
Weiter wird die Geschichte der Matterhorn-Nordwand-Besteigungen gezeigt und die Leistung der Alpinistin Yvette Vaucher. Auch das Wirken des Zermatter Bergführers Ulrich Inderbinen (1900–2004), der 371 Mal das Matterhorn bestiegen hatte, ist dokumentiert.
Auch Rekorde und Leistungen von Alpinisten aus der heutigen Zeit an den 4000ern der Umgebung sind dargestellt. Ein Relief des Matterhorns zeigt mit Leuchtlinien die Besteigungsrouten an. Zudem werden Ausschnitte des Filmes «Der Berg ruft» von Luis Trenker gezeigt, der 1937/1938 in Zermatt gedreht wurde.
Zu weiteren Ausstellungsstücken zählen ein Steinbeil aus der Jungsteinzeit sowie Fundgegenstände und Überreste des Unbekannten, der um 1600 am Theodulgletscher ums Leben kam.
Das Museum ist rollstuhlgängig. Audioguides in Deutsch, Englisch, Französisch und Japanisch stehen zur Verfügung. Am Eingang werden Bücher und anderes Informationsmaterial verkauft.

## Bilder

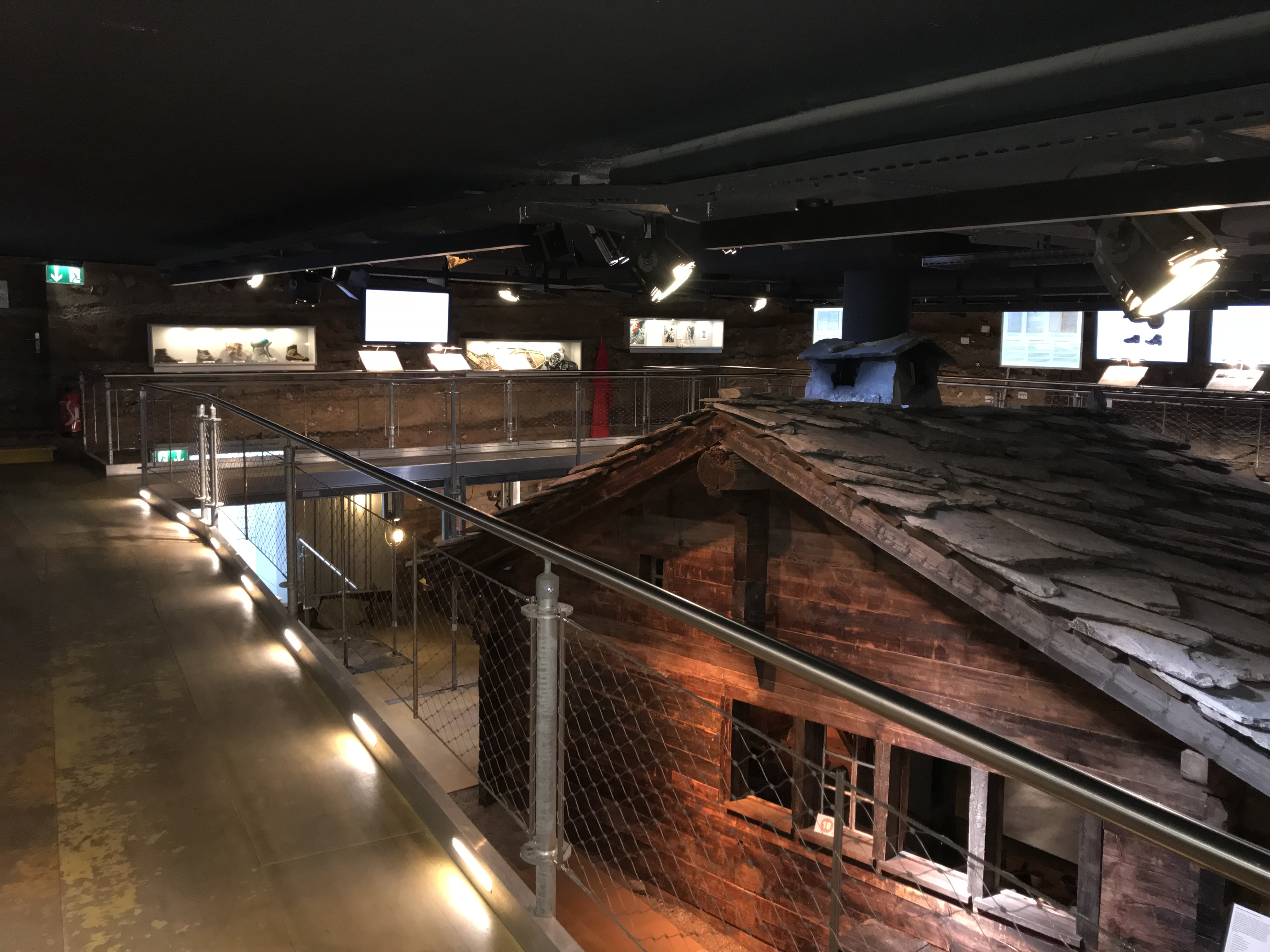
Galerie um das tiefergelegene «Dorf»
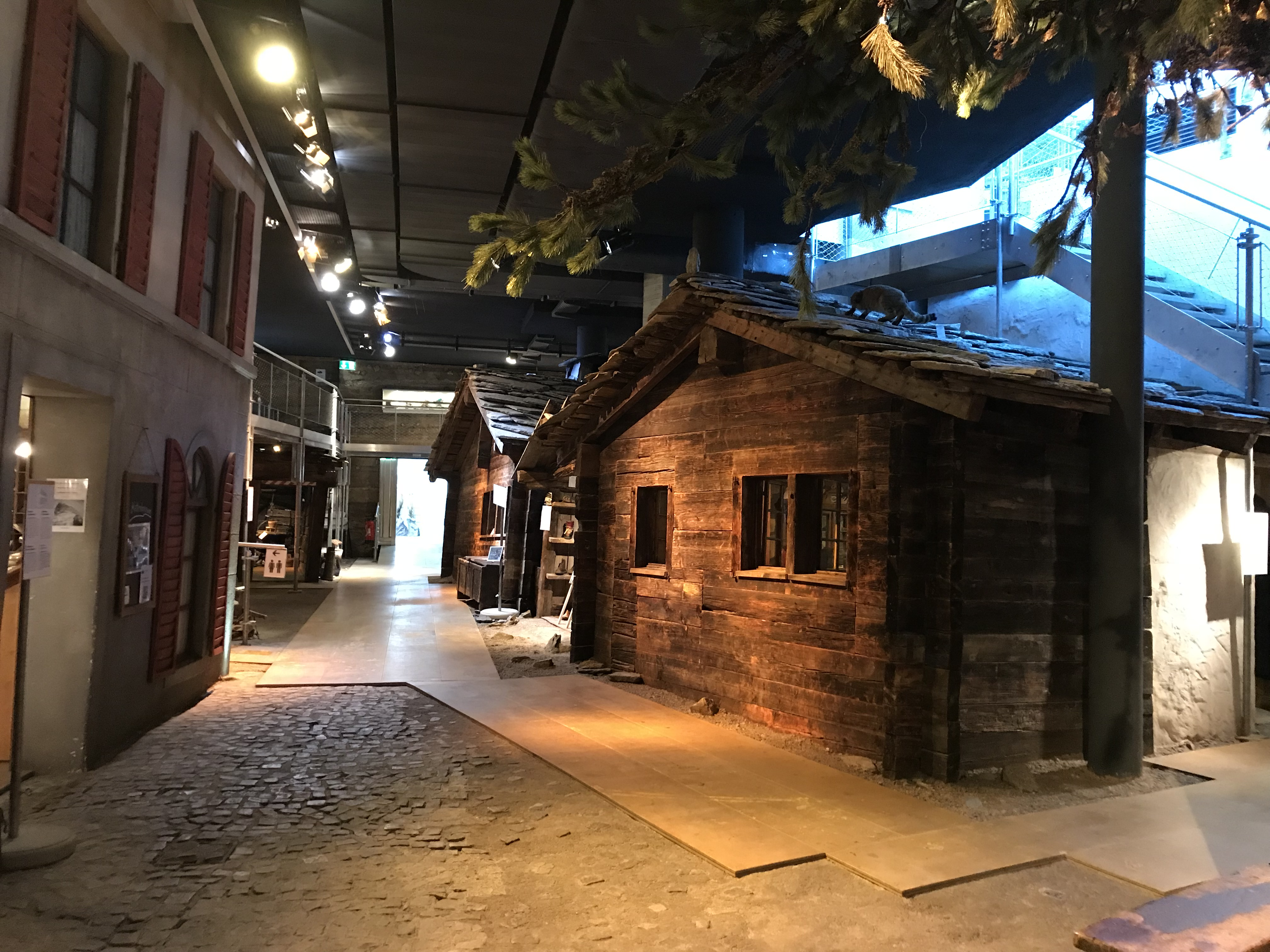
Im «Dorf»
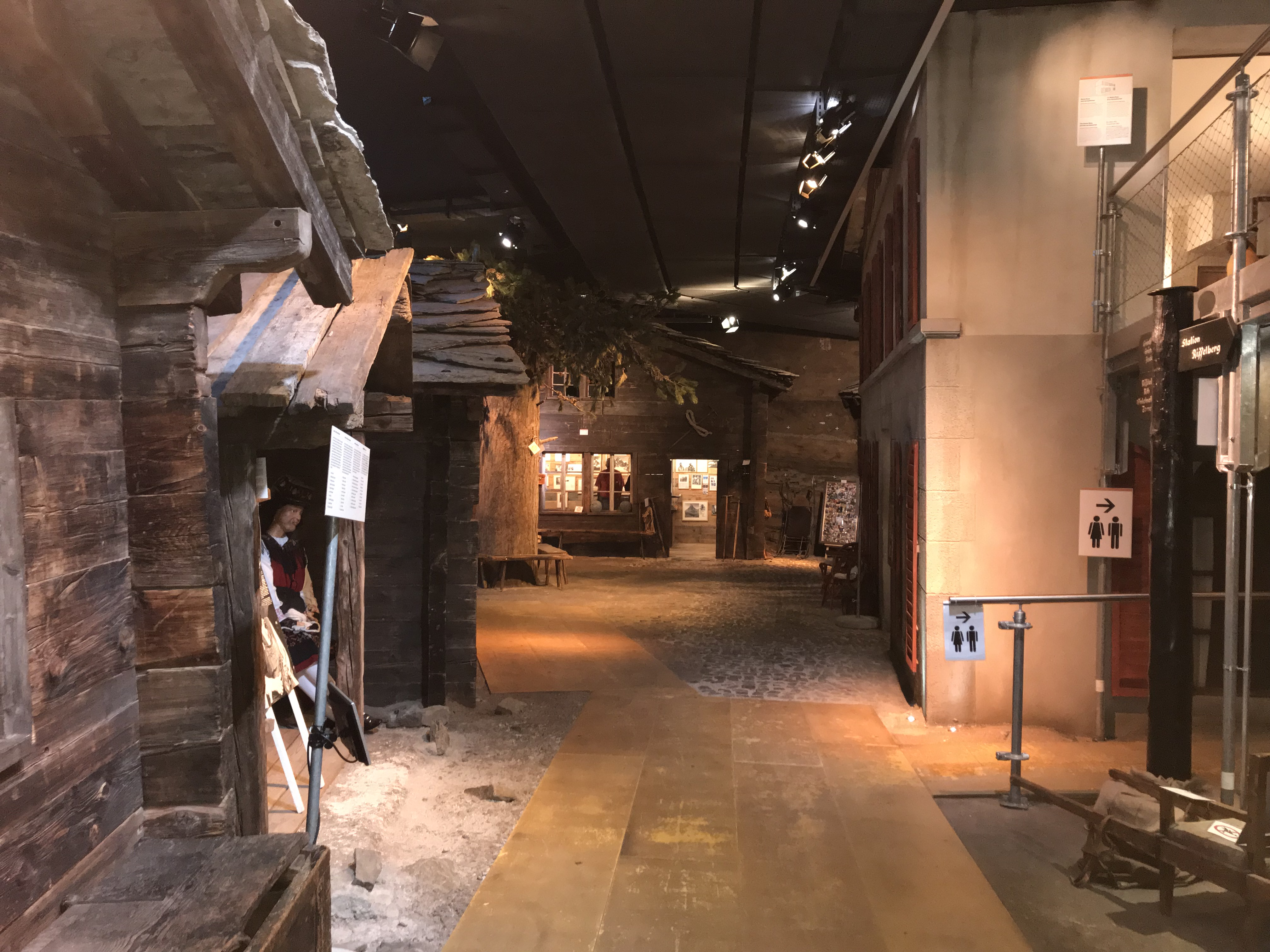
Im «Dorf»
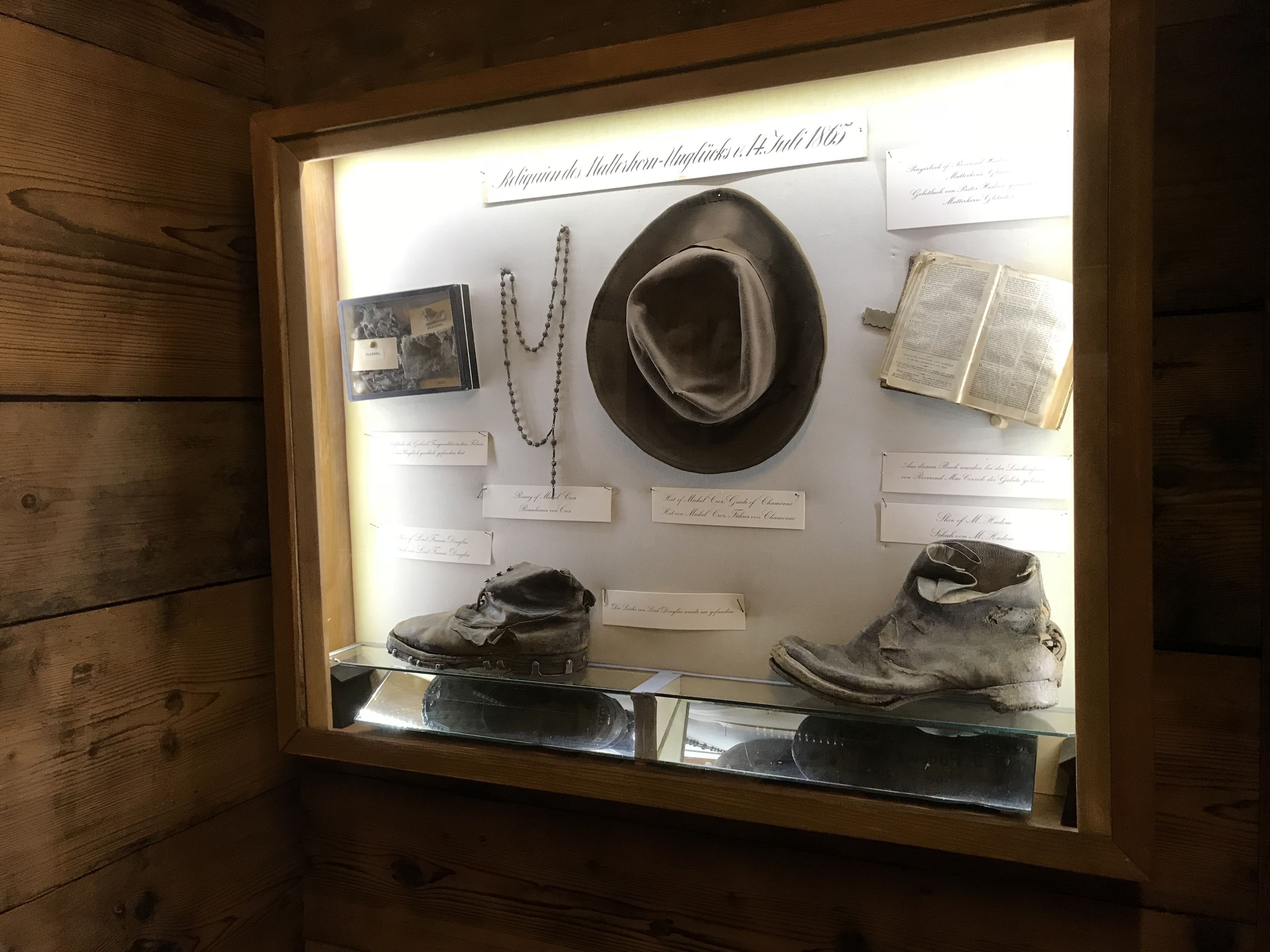
Ausrüstungsgegen- stände von Abgestürzten
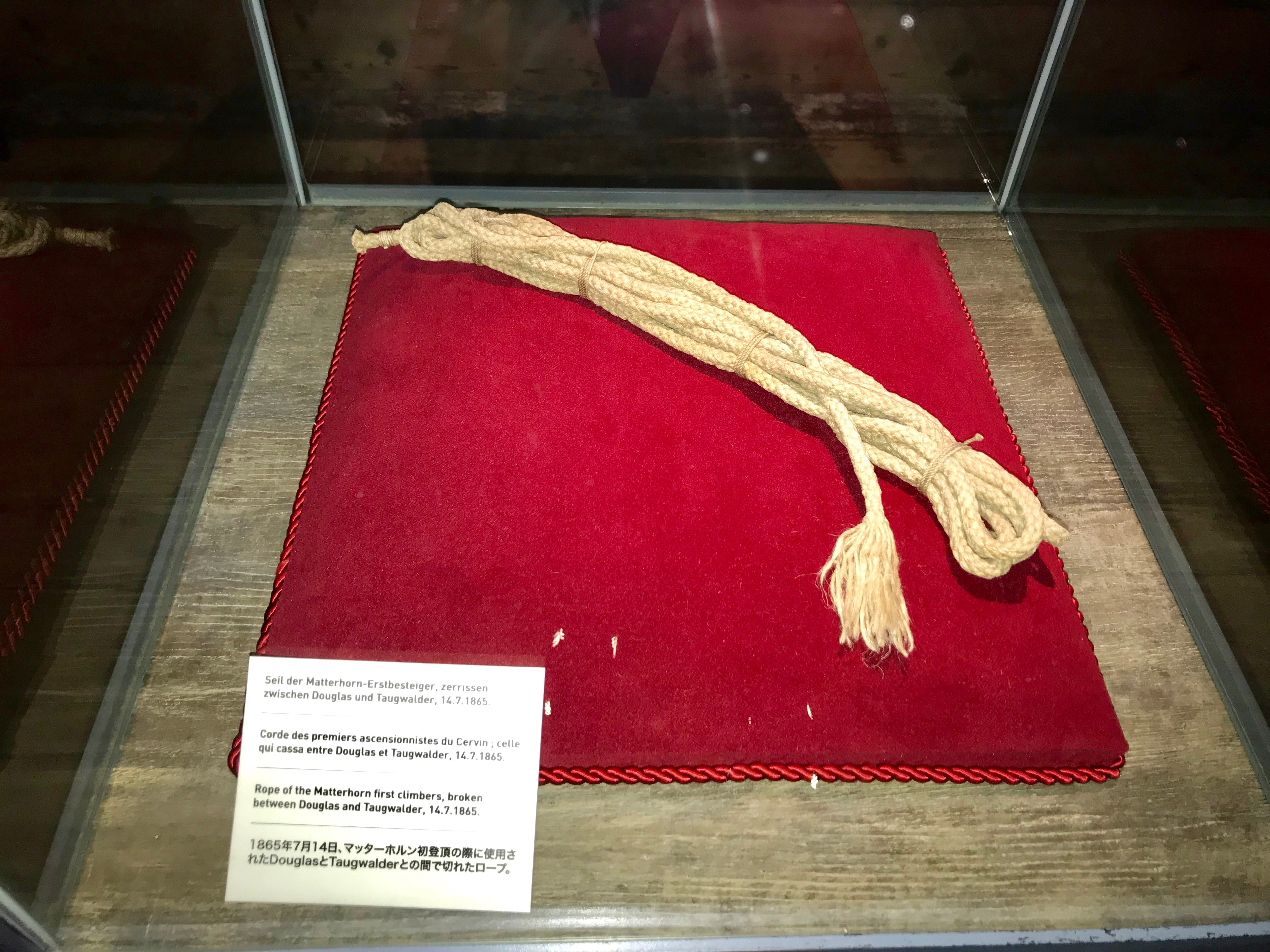
Gerissenes Originalseil der Matterhorn-Erstbesteigung